# 厄瑪奴耳三世·德利
厄瑪奴耳三世·德利（阿拉伯语：‎；1927年10月26日—2014年4月8日）是伊拉克籍天主教主教級樞機及加色丁禮天主教巴比倫宗主教區宗主教。

## 生平
德利於1927年10月26日在伊拉克岹凱帕出生。他於1970年7月25日，在加色丁禮天主教摩蘇爾總教區晉鐸。
他於1963年4月16日晉牧，並獲教宗若望二十三世任命為加色丁禮巴比倫宗主教區輔理主教，領亞細亞帕萊奧波利斯領銜教區主教銜。加色丁禮巴格達總教區總主教。
經過加色丁禮天主教會挑選後，他於2003年10月24日當選成為加色丁禮天主教巴比倫宗主教區宗主教。2003年12月3日，教宗若望·保祿二世將他任為加色丁禮天主教巴比倫宗主教區宗主教。
教宗本篤十六世於2007年11月24日將他擢升為樞機。由於他是自治（sui juris）個別教會宗主教，因此他被任為主教級樞機。他於2012年12月19日榮休及由類斯·辣法厄爾一世·薩科當選為新任加色丁禮天主教巴比倫宗主教區正權宗主教。
2014年4月8日，他在美國加利福尼亞州聖地牙哥的一所医院去世，終年86岁。